# Іхтіс

Риба-Ίχθύς;

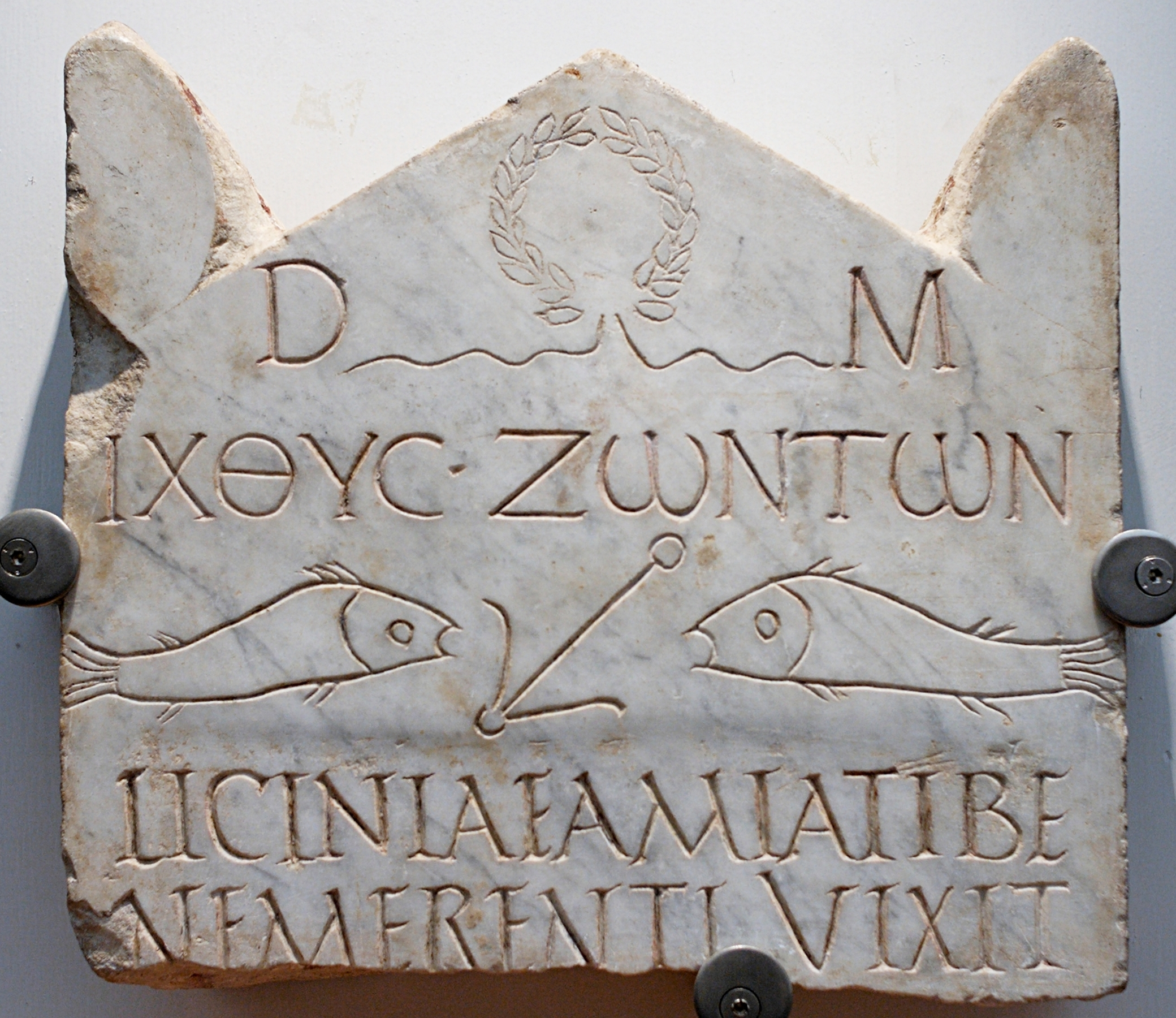
Ίχθύς (мармурова стела, поч. ІІІ ст.)

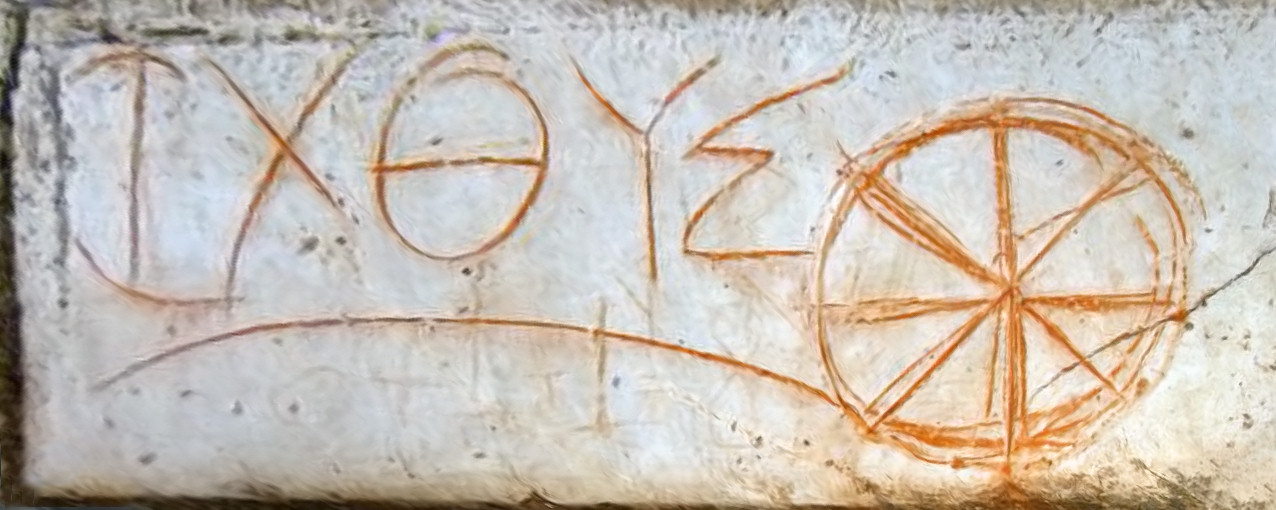
На руїнах Ефесу

І́хтіс (грец. Ίχθύς; — риба) — давній акронім (монограма) імені Ісуса Христа, складається з початкових літер слів: Ἰησοῦς; Χριστός Θεοΰ Υίός; Σωτής (Ісус Христос Божий Син Спаситель), найбільш поширеним є написання великими літерами — ΙΧΘΥΣ — один із символів Ісуса Христа, поширений в ранньохристиянській літературі та мистецтві, а також символ християн, а також спільнота у Львові при храмі Миколая Чарнецького. Акронім Іхтіс застосовується тільки по відношенню до Ісуса Христа; зображення риби може позначати як Христа, так і християн. Пряме символічне ототожнення Ісуса Христа з рибою в Новому Завіті не зустрічається; проте в екзегезі перших століть християнства ряд місць нового завіту, де згадується риба, було інтерпретовано в христологічних сенсах. Передання про Хрещення як про нове народження з води стало підставою для застосування образу Іхтіс і до Ісуса, і до християн. В основі уподібнення християн рибам також лежать тексти Нового Завіту, в яких апостольська проповідь порівнюється з риболовлею (див .: Мт. 4:18–19; Мт. 13:47–49; Мк. 1:16–17; Лк. 5:10; Ін 21. 9–14).

## Іхтіс у ранньохристиянській літературі

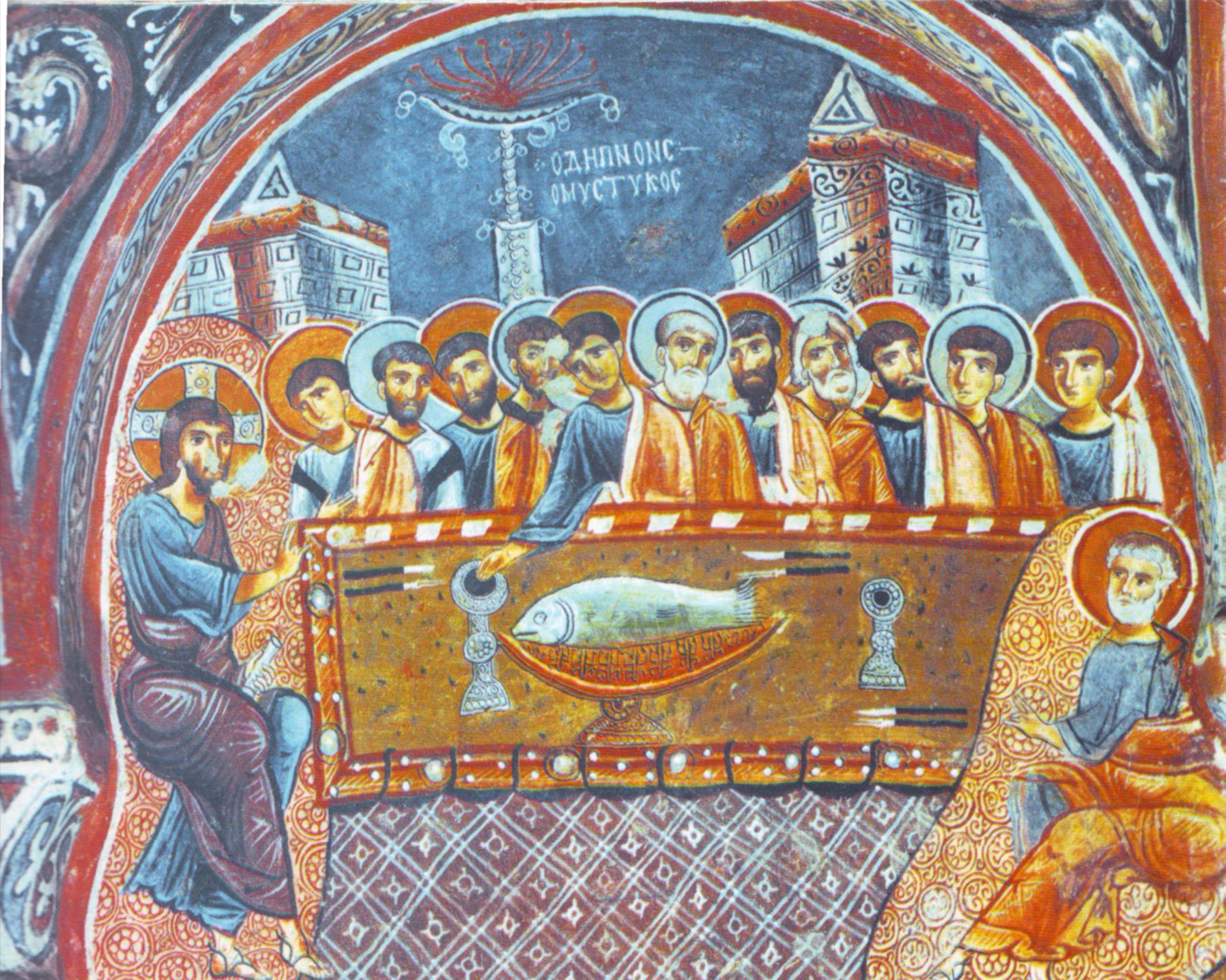
«Тайна вечеря », фреска XIII ст. в печерній церкві, Каппадокія. Тіло Христове в Граалі зображено у вигляді риби

У III ст. апологет Тертуліан, розмірковуючи про хрещення, писав: «... ми, маленькі рибки (pisciculi), народжуємося у воді, подібно до нашої Риби (ἰχθύν) Ісуса Христа, і, лише залишаючись у воді, будемо врятовані». Використання в латинському тексті грецького слова ἰχθύς дослідники інтерпретували як вказівку на те, що Тертулліану було відомо раніше христологічне значення акроніма ΙΧΘΥΣ. Разом з тим він не пропонує тлумачення цього акроніму; у інших авторів I–IV ст. також немає спеціальних посилань на акронім, на підставі чого дослідниками був зроблений висновок, що спочатку символ Іїтіс існував лише в християнській релігійній практиці і в мистецтві.
Образ Ісуса Христа як риби був широко поширений в патристичній літературі. Так, блж. Августин, в «Сповіді» порівнював Ісуса Христа з рибою, яка дана в їжу християнам, кажучи про «трапезу, коли подається риба, витягнута з глибини», яку Сам Бог приготував для віруючих, тобто про Євхаристію. Коментуючи Євангеліє від Іоанна, блж. Августин розвивав цю думку і підкреслював євхаристійне значення образу риби у зв'язку з євангельським дивом множення хлібів і риб (див .: Ін 6:9–11), а також пояснював образ «печеної риби», яку Ісус Христос дав учням: «Печена риба (piscis assus) — це пострадавший Христос». Подібні аналогії зустрічаються і у багатьох інших авторів патристичної епохи. Так, наприклад святитель Павлін Милостивий, єп. Ноланський, згадуючи диво множення хлібів і риб в євхаристійному контексті, відзначав: «...Христос п'ятьма хлібами і двома рибами наситив [народ] , будучи Сам істинним Хлібом і Рибою живої води (aquae vivae piscis)». У свт. Амвросія, єп. Медіоланського († 397), образ риби зв'язується з Спокутою; при цьому він спирається на євангельський епізод з рибою, яку за наказом Ісуса Христа виловив ап. Петро, який знайшов у неї в роті золоту монету (статир), щоб дати в якості жертви для Єрусалимського храму (див .: Мф 17:24–27).
Нове христологічне розуміння образу Іхтіса виникає в IV ст. в зв'язку з тлумаченням фрагмента 8-ї кн. «Севільських оракулів», що містить пророцтва, приписувані еритрейскій севіллі. Перші букви віршів 217–250 грецького тексту утворюють акростих «Ісус Христос, Син Божий, Спаситель, Хрест» (ΙΗΣΟΥΣ ΧΡΙΣΤΟΣ ΘΕΟΥ ΥΙΟΣ ΣΩΤΗΡ ΣΤΑΥΡΟΣ). Текст цього вірша вперше зустрічається в мові імператора Костянтина I Великого, яка збереглася в переданні Євсевія, єп. Кесарійського. На лат. Заході цей акростих був відомий Лактанцію (бл. 250 — бл. 320) і блж. Августину; останній приводив в творінні «Про град Божий» грец. текст і лат. переклад, а також пов'язував акростих з акронімом Іхтіс: «Якщо перші літери грецьких слів ... з'єднати разом, то вийде слово ΙΧΘΥΣ, тобто риба. Під ім'ям риби мається на увазі Ісус Христос, тому що в безодні справжньої смертності, як би в глибині вод, Він міг залишатися живим, тобто безгрішним ». Цей зв'язок був відомий і більш пізнім авторам, у яких нерідко сам акронім Іхтіс також походив із сивіл. Так, Максим, єп. Туринський (V ст.), писав: «Ісус Христос ... у Сивіллах називається ΙΧΘΥΣ, грецьким ім'ям ... яке позначає рибу, оскільки Він занурився в море світу цього і нинішнього віку».